# Trekschuit

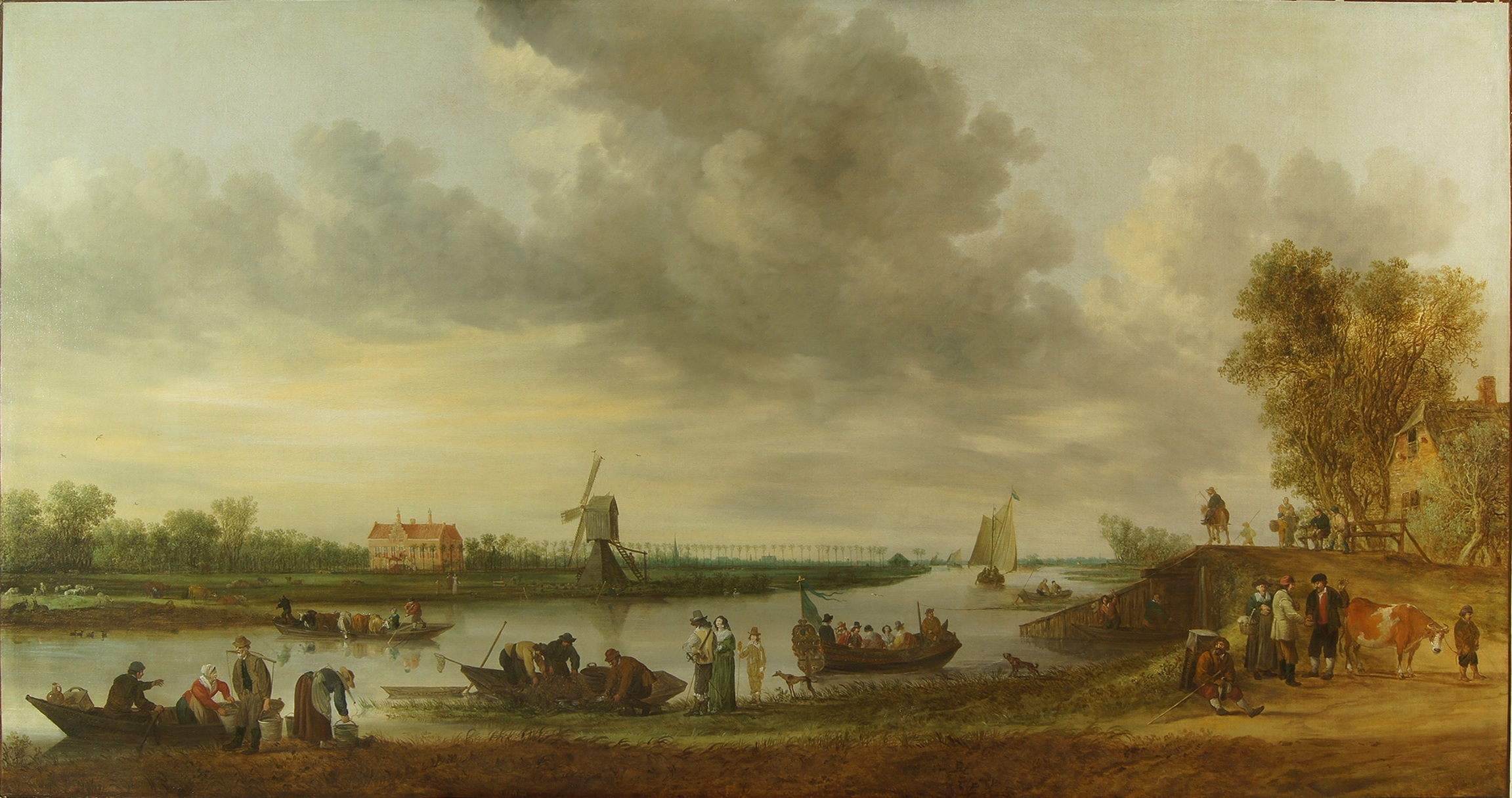
Trekschuit op de Vliet nabij Leiden in 1642

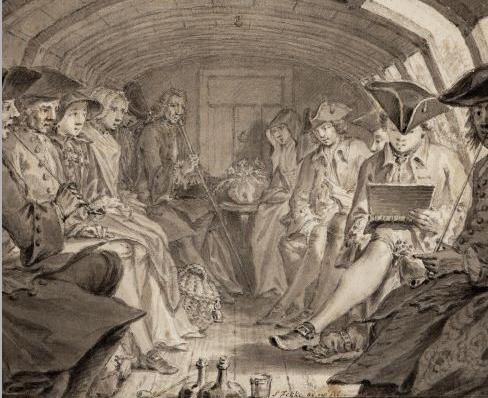
Binnenkant van een trekschuit op de Haarlemmertrekvaart in 1760

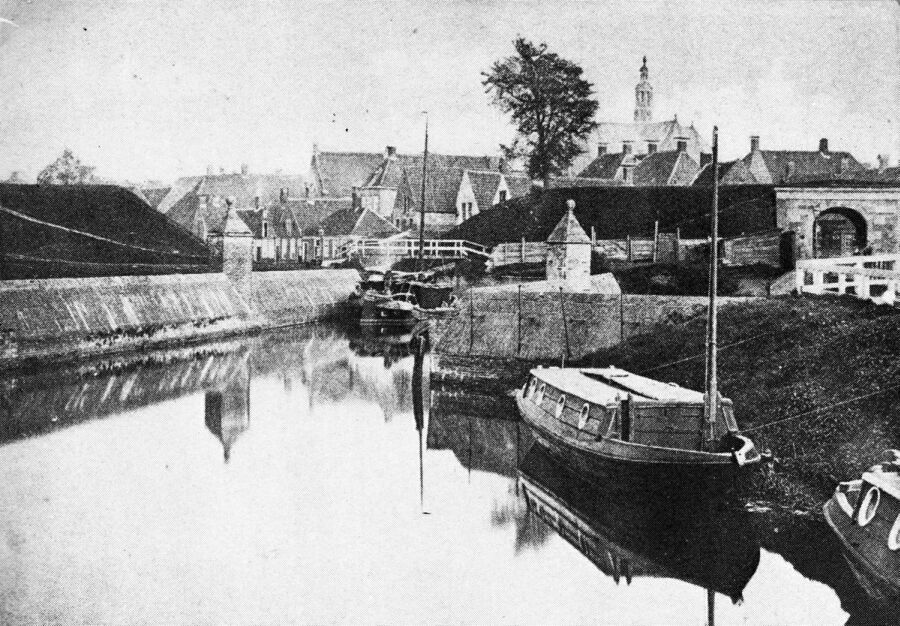
Groninger trekschuit (snik) in 1877

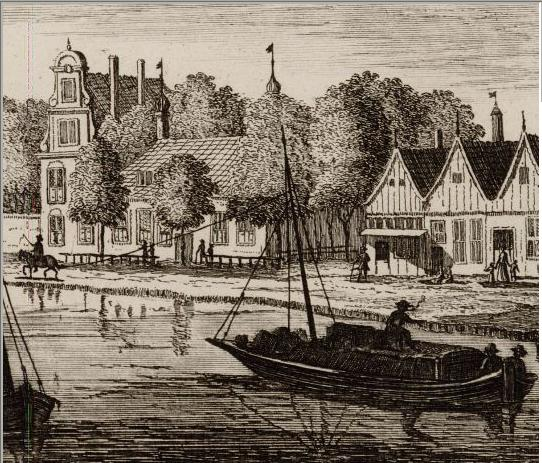
Tekening van een trekschuit op de Amstel rond 1700-1725 (Matthijs Pool)

Een trekschuit is een historisch schip dat vanaf de wal werd voortgetrokken en vracht en passagiers vervoerde. De trekschuit ontstond uit de beurtvaart en had ten opzichte van gezeilde schepen het voordeel van een betrouwbare dienstregeling. Het was een van de voorlopers van modern openbaar vervoer: de schuit nam iedereen mee die bereid was om het vastgestelde tarief te betalen. Er waren soms meerdere klassen beschikbaar met meer of minder luxe.

## Werking van het systeem
Het schip werd voortgetrokken - gejaagd - door de snikjong of jager, die liep over het jaagpad. De lijn werd aan scheepszijde veelal op enige hoogte aan een mast vastgemaakt zodat hij over bosschages en dergelijke heen liep. Op scherpe hoeken, kruisingen van vaarten en dergelijke stonden rolpalen waar de lijn buitenom werd geleid, om te voorkomen dat het schip de kant in werd getrokken.
Op het schip was een kajuit waarin de passagiers plaats namen. Op drukkere trajecten voeren ook wel iets grotere schepen, die plaats boden in een soort eerste klas (de roef) en een tweede in het ruim. In de roef konden ongeveer acht passagiers terecht, ze had een tafel en ruiten en was gestoffeerd. 's Winters werd er een stoof aangeboden ter verwarming. Het ruim, of op kleinere schepen de hele kajuit, was een lange en lage overdekte ruimte, die plaats bood aan 25 tot 35 reizigers op harde houten banken. De overkapping bestond soms uit zeildoek, waaronder het in de winter onbehaaglijk koud was.

### Soorten schepen
Er werden voor de trekvaart speciale scheepstypen gebruikt. Deze moesten vrij licht zijn om zo toch enige snelheid te kunnen maken. Ze werden veelal getrokken door een paard in draf en haalden naar schatting een snelheid van zeven kilometer per uur. Uit tekeningen uit de 17e eeuw blijkt dat trekschuiten vaak rechte vallende stevens hadden. In Groningen en Zuid-Holland werd de snebbeschuit hiervoor veel gebruikt. In Noord-Holland werden trekschuiten veelal als kaag aangeduid. In 1621 stelde het Groninger stadsbestuur ronde voorstevens verplicht, waardoor de spitse praam ontstond. Een scheepstype dat zeer veel voor trekvaart is gebruikt, is de snik. In 1645 worden de snikkeschippers voor het eerst genoemd, namelijk in Leeuwarden.

### Organisatie van het vervoer
Als natuurlijke waterwegen al geschikt waren voor trekschuiten, dan vergde de aanleg van een jaagpad, rolpalen, steigers en dergelijke nog een zekere investering. Daarnaast zijn in de loop van de eeuwen verschillende trekvaarten speciaal voor dit vervoer gegraven. De kosten en opbrengsten kwamen meest voor rekening van de steden, maar er waren ook wel particuliere investeerders bij betrokken. De steden aan weerszijden van een verbinding stelden samen eisen aan schippers en schepen op, bepaalden de tarieven en een dienstregeling. Daarna werden sommige schippers bij vergunning aan de regeling gebonden en andere buitengesloten. De schepen waren vaak gemeenschappelijk eigendom van een gilde, waarvoor een aanzienlijk entreegeld betaald moest worden, maar ze werden ook wel door individuele schippers geëxploiteerd. Doorgaande verbindingen bestonden niet: rond 1800 moest men onderweg van Rotterdam naar Amsterdam overstappen in Delft, Leidschendam, Leiden, Haarlem en Halfweg.

## Geschiedenis
Het ontstaan van de trekschuit wordt in verband gebracht met de opening van het kanaal Willebroek - Brussel in 1561. Bekend is dat Willem van Oranje in 1577 met een trekschuit over dit kanaal reisde. Ook is bekend dat in 1582 bij Leiden reizigersvervoer per trekschuit plaatsvond. De oudst bekende akte voor reizigersvervoer per trekschuit dateert uit 1618 van de route Brussel - Antwerpen. In de gewesten Holland, Friesland en Stad en Lande werden na 1632 veel trekvaarten gegraven.

### Bloeiperiode
Rond 1630 worden overal in Holland geregelde passagiersdiensten ingesteld, met vaste vertrek- en aankomsttijden. Voor het eerst in de geschiedenis kun je een reis nauwkeurig plannen. Tot in de negentiende eeuw werden in de waterrijke delen van de Nederlanden veel verbindingen met trekschuiten onderhouden. Statistische gegevens zijn over deze periode zo goed als niet voorhanden. Er bestaat een schatting van het marktaandeel van de vervoersvormen in de tweede helft van de zeventiende eeuw: 68% van de reizigers met de trekschuit, 26% met de beurtvaart en 6% over land. In 1808 telde men 392 trekschuiten in het hele land.
Door het steeds meer bestraten van de jaagpaden wordt de diligence een geduchte concurrent. Op de trekschuit tussen Amsterdam en Haarlem wordt in 1762 daarom een sneldienst, de "vliegende schuyt" ingevoerd die door 2 paarden wordt voortgetrokken en daarmee sneller was, maar door de verplichte overstap in Halfweg toch langzamer dan de diligence.

### Concurrentie
Vervoer over land was in het drassige westen en noorden van de Nederlanden lange tijd nauwelijks van betekenis. Dat veranderde met de aanleg van de Rijksstraatwegen begin negentiende eeuw, waardoor diligences aan belang konden winnen. Daarnaast leed de trekschuit in deze periode reputatieverlies, zodat rond 1835 "een fatsoenlijk man" alleen nog met de trekschuit ging als het niet anders kon. Vier jaar daarna werd in Nederland de eerste spoorweg geopend, langs het drukst bevaren traject van de trekschuit: Amsterdam - Haarlem. Op het water kreeg de trekschuit concurrentie van de stoomboot en diverse rederijen openden diensten voor passagiersvervoer. In de loop van de negentiende eeuw verdrongen trein en stoomboot de trekschuit bijna geheel uit het vervoer. Alleen op trajecten waar geen spoorwegen lagen en waarvoor de investering van stoomboten niet lonend was, kon de trekschuit zich nog enige tijd handhaven, maar aan het eind van die eeuw was de trekschuit verdwenen.

## Begraven
Overleden Sefardische Joden en nabestaanden uit Amsterdam werden per trekschuit over de Amstel naar begraafplaats Beth Haim in Ouderkerk aan de Amstel vervoerd voor de teraardebestelling. De begraafplaats heeft nog altijd een toegangspoort met aanlegsteiger aan het water.

## Varia
Op 10 september 2022, Open Monumentendag, is aan de Vecht een kunstwerk onthuld van Peter Petersen, dat herinnert aan de trekschuit van Utrecht naar Amsterdam, die hier voer in de 17e en 18e eeuw.